# Sonnenborgh

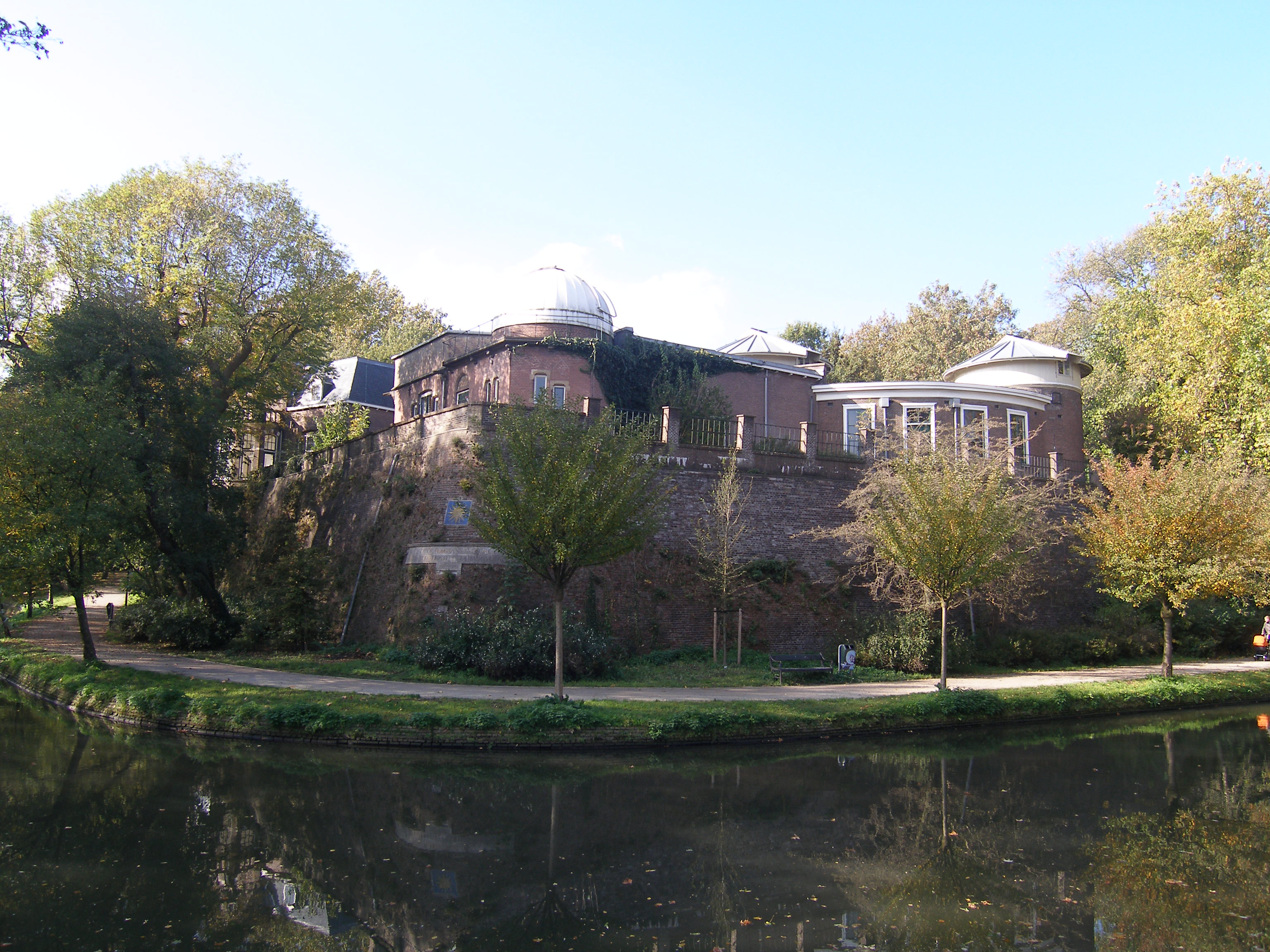

Sonnenborgh ist der Name der südöstlichen Bastion der historischen Befestigung der Stadt Utrecht in den Niederlanden. Sie beherbergt das astronomische Observatorium der Universität Utrecht, das heute auch als Museum genutzt wird und gemeinsam mit dem Universitätsmuseum jährlich 60.000 Besucher anzieht.

## Geschichte
Die Bastion Sonnenborgh wurde 1552 im Auftrag Kaiser Karls V. als Teil der Stadtbefestigung von Utrecht erbaut. Später beherbergte sie auch wissenschaftliche Einrichtungen. Die Universität Utrecht nutzte die Bastion seit 1639 als Kräutergarten. 1695 finanzierte der Magistrat der Stadt Utrecht dem Chemiker Johann Conrad Barchusen hier ein Laboratorium. In den 1840er Jahren richtete der niederländische Gelehrte Christoph Buys Ballot auf der Sonnenborgh einen Keller für magnetische Beobachtungen ein. Frederick Wilhelm Krecke (1812–1882) begann hier am 1. Dezember 1849 mit regelmäßigen Wetterbeobachtungen. 1853 gründete Buys Ballot die Sternwarte. Sonnenborgh war von 1854 bis 1897 auch Sitz des Königlich-Niederländischen Meteorologischen Instituts. Von 1937 bis 1963 war Marcel Minnaert Direktor des Observatoriums und hatte dort seine Wohnräume. Von 1964 bis 1977 war sein Schüler Cornelis de Jager Direktor.
Als Jan David Zocher ab 1850 den Park Zocherplantsoen anlegte, wurden große Teile der Bastion mit Erde bedeckt. Von 1998 bis 2003 wurden diese Bereiche ausgegraben, archäologisch untersucht und restauriert. Heute werden Teile der Bastion als Museum genutzt. Die Sonnenborgh war bis 2013 auch Sitz der Stiftung De Koepel, einer niederländischen Dachorganisation zur Popularisierung der Astronomie, Meteorologie und Raumfahrt.

## Museum und Sternwarte
Museum und Sternwarte Sonnenborgh (niederländisch Sonnenborgh – museum & sterrenwacht) stellt eine einzigartige Kombination aus Militär- und Wissenschaftsmuseum dar. Auf einem Rundgang kann man die Kasematten der historischen Befestigungsanlage mit ihren 3 Meter dicken Mauern besuchen. Im Bereich der Sternwarte wird dem Besucher eine Reihe astronomischer und meteorologischer Geräte präsentiert. Über einen Coelostat wird das Sonnenlicht direkt in den für Besucher zugänglichen Sonnensaal gelenkt. Mit diesem Gerät wurde 1940 der Utrechter Sonnenatlas (ein photometrischer Atlas des Sonnenspektrums) erstellt, der auch heute noch in vielen Sternwarten Verwendung findet. Im Nordturm befindet sich, ebenfalls zur Sonnenbeobachtung, ein Fraunhofer-Teleskop aus dem Jahre 1826, kombiniert mit einem H-α-Filter von Bernard Lyot. Im überkuppelten Ostturm sind ein achromatischer 200-mm-Lichtenknecker-Refraktor VAF 200 und ein Celestron-14 Spiegelteleskop für die nächtliche Beobachtung von Planeten und Nebeln untergebracht.

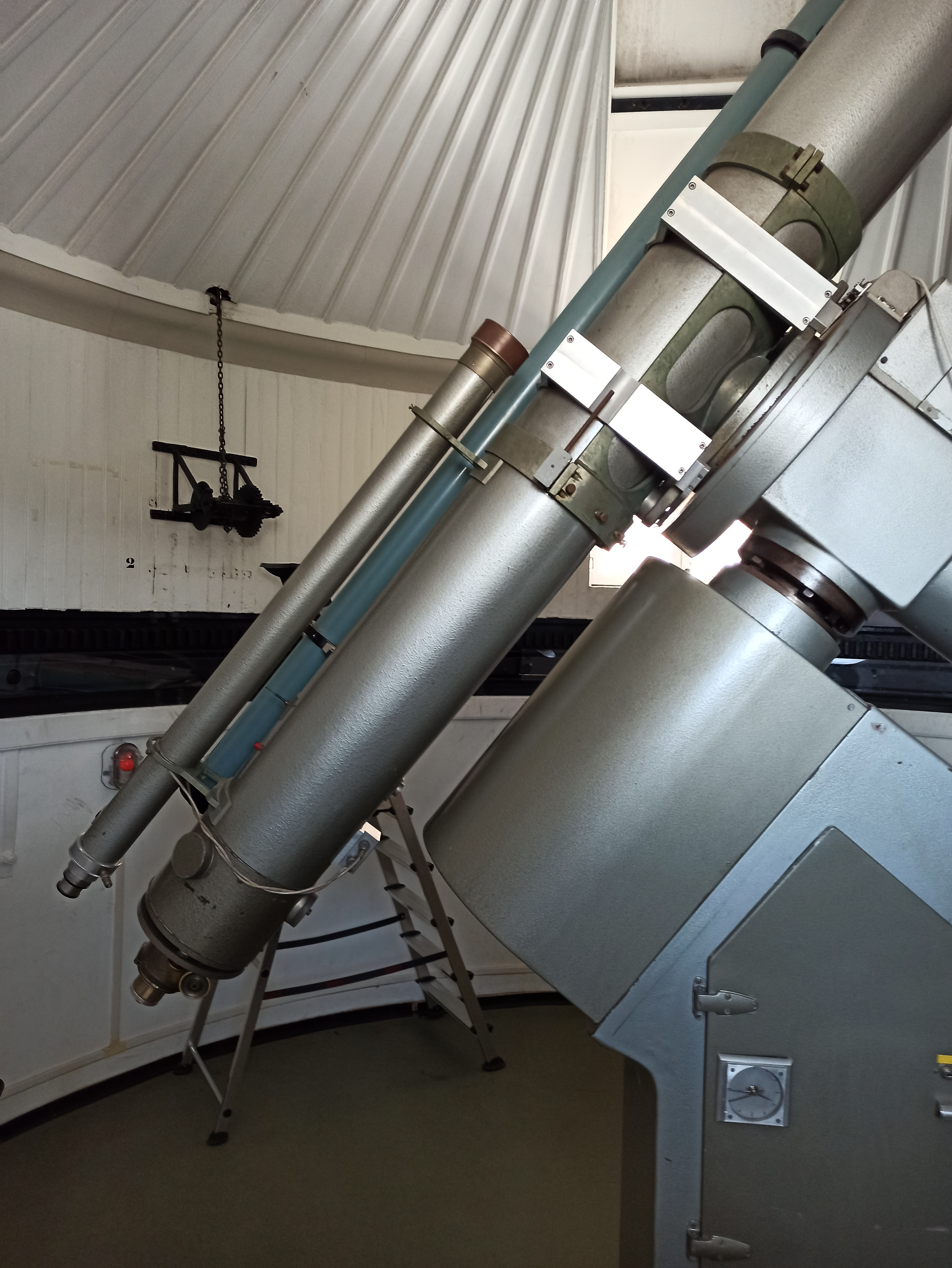
Merz Teleskop

Aus dem Jahre 1863 stammt das 260-mm-Teleskop der Firma Steinheil, 1888 ausgestattet mit einem Objektiv der Firma Merz, im Südturm des Observatoriums. Zwischen Nord- und Südturm befindet sich der Meridiansaal, benannt nach dem hier aufgestellten Meridiankreis. Das Museum besitzt zudem eine Bibliothek, einen Vortragsraum und den zykloidischen Raum, benannt nach der gewölbten Form einer Außenwand in Form einer Zykloide, der für wechselnde Ausstellungen genutzt wird.
Die Sternwarte hat den IAU Code 015.